# North Adams
North Adams – wieś w Stanach Zjednoczonych, w stanie Michigan, w hrabstwie Hillsdale.